# Lutan Fyah
Lutan Fyah, született: Anthony Martin (St. Catherine Parish, 1975. december –) jamaicai reggae-zenész.
A jamaicai Spanish Townban született. Építészetet tanult a Műszaki Egyetemen, és profi futballt játszott a Constant Spring F.C. csapatában, mielőtt a zenélésre váltott.
A Lutan Fyah művésznevet használva 1999-ben kezdte zenei karrierjét. Első dalait a Buju Banton's Gargamel Records számára rögzítette. Első két albumát a Luster Kings és a Minor 7 Flat 5 adta ki.
A Fyah számos kislemezt is kiadott különböző jamaicai, Egyesült államokbeli és brit kiadóknál 2009-ben a Dubstep előadó, Rusko kiadta a Babylon Volume 2-t, rajta a „Sound Guy Is My Target” című számmal.

## Diszkográfia
- Dem No Know Demself (2004)
- Time & Place (2005)
- Phantom War (2006)
- Healthy Lifestyle (2006)
- You Bring Blessings (2007)
- African Be Proud (2009)
- Africa (2009)
- Justice (2009)
- The King's Son (2009
- A New Day (2011)
- Truly (2012)
- Nuh Fear (2012)
- Life of a King (2013)
- Get Rid A Di Wicked (2014)
- Dash Ah Fire (2017)
- Music Never Dies (2017)
- Sell Out (2018)
- Longest Liva (2019)

### Live
- Live in San Francisco (2009)